# 直背假鰓鱂
直背假鰓鱂，為輻鰭魚綱鯉齒目鰕鱂亞目鰕鱂科的其中一種，為熱帶淡水魚，分布於非洲馬拉威、莫三比克、辛巴威與南非淡水流域，於1844年由Wilhelm Peters描述為Cyprinodon orthonotus，模式產地為莫三比克東部的克利馬內。本魚體粗壯，身體底色為淡藍色至綠色，鱗框為紅色，形成網狀紋，魚鰭末端為紅色，體長可達10公分，棲息在季節性的水塘、溪流、溝渠底中層水域，以孑孓等為食，魚卵可以在長時間脫水的情況下存活，雨季開始時孵化，並繼續快速生長。幾週內，達到性成熟，並且每天繁殖，雌魚每天產下多達50個卵，屬肉食性，以昆蟲幼蟲、肺魚幼魚為食，生活習性不明，可作為觀賞魚。

## 擴展閱讀
維基物種上的相關：直背假鰓鱂
1. ↑  Nagy, B.; Watters, B. . The IUCN Red List of Threatened Species. 2019, 2019: e.T131804766A47239244  [16 November 2021]. doi:10.2305/IUCN.UK.2019-3.RLTS.T131804766A47239244.en .
2. ↑  Eschmeyer, William N.; Fricke, Ron & van der Laan, Richard (编). . Catalog of Fishes. California Academy of Sciences.   [8 September 2019].
3. ↑  Polacik, M; Reichard, M. . Journal of Fish Biology. June 29, 2010, 77 (3): 754–768. PMID 20701652. doi:10.1111/j.1095-8649.2010.02717.x .